# 九鬼隆義
九鬼 隆義（くき たかよし）は、日本の大名・摂津三田藩の第13代（最後）の藩主。九鬼氏25代当主。官位は従五位下、長門守。子爵、貴族院議員、宮内省準奏御用掛を歴任。贈従四位。

## 経歴
丹波綾部藩主・九鬼隆都の三男。幼名は啓之助。母は側室の佐里。養母は大村純昌の七女・於咸。正室は九鬼精隆の三女・於金（金子）。継室は松井松平康爵の娘、佐藤一昌の娘。
安政6年（1859年）11月、第12代三田藩主九鬼精隆の急逝により、綾部藩から養嗣子として入り跡を継ぎ、同年12月28日に叙任した。三田藩主に就くと藩政改革を断行し、下級藩士の白洲退蔵や小寺泰次郎の登用、スナイドル銃の使用など、藩兵の軍備洋式化を行なった。
一方、私生活は質素で、『華族同方会報告』第24号によれば「朝夕は茶と沢庵漬けの香物」で「一書生の如し」であった。
慶応4年（1868年）の戊辰戦争では、鳥羽・伏見の戦い直後から新政府に与して戦った。当初は、大政奉還に強く反対した佐幕派であったが、勤王派に転身した。
明治になってから隆義は、川本幸民を通じて江戸の福澤諭吉と親密になり、藩士を慶應義塾に学ばせたり、慶應義塾の学校運営にも助言するなど晩年まで親密な関係となる。明治2年（1869年）6月23日、版籍奉還により藩知事となり、明治4年（1871年）7月15日、廃藩置県により免官された。明治5年（1872年）、近代港として発展が見込まれる神戸に居を移し、三田藩士の多くもこれに倣った。生田川付け替えに伴う埋立地の買占め、転売で巨利を得た。この資金を基に1873年（明治6年）3月、幕末から明治維新の混乱による財政の立て直しと廃藩置県で困窮する三田藩士を救うべく、白洲退蔵や小寺泰次郎らとともに「志摩三商会」という神戸初の貿易商社を設立した。これが成功を収め不動産や金融業に乗り出し、現在の元町、三宮といった神戸港周辺の都市開発や女子寄宿学校（神戸女学院の前身）・神戸ホームの創立に関わるなど、神戸の街づくりに多大な影響を及ぼした。
明治15年（1882年）より宮内省準奏御用掛華族局に勤務。明治17年（1884年）7月8日に子爵を叙爵。明治19年（1886年）に吹上・浜両御苑勤務に異動した。明治20年（1887年）4月24日にキリスト教の洗礼を受けたが、三田内部および三田の寺院の強い反対でキリスト教を棄教して、仏教に帰信する。明治23年（1890年）7月10日、貴族院議員に選ばれた。明治24年（1891年）1月24日、55歳で死去。三田心月院に埋葬される。法号は大光院。

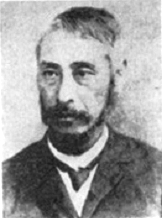
九鬼隆義

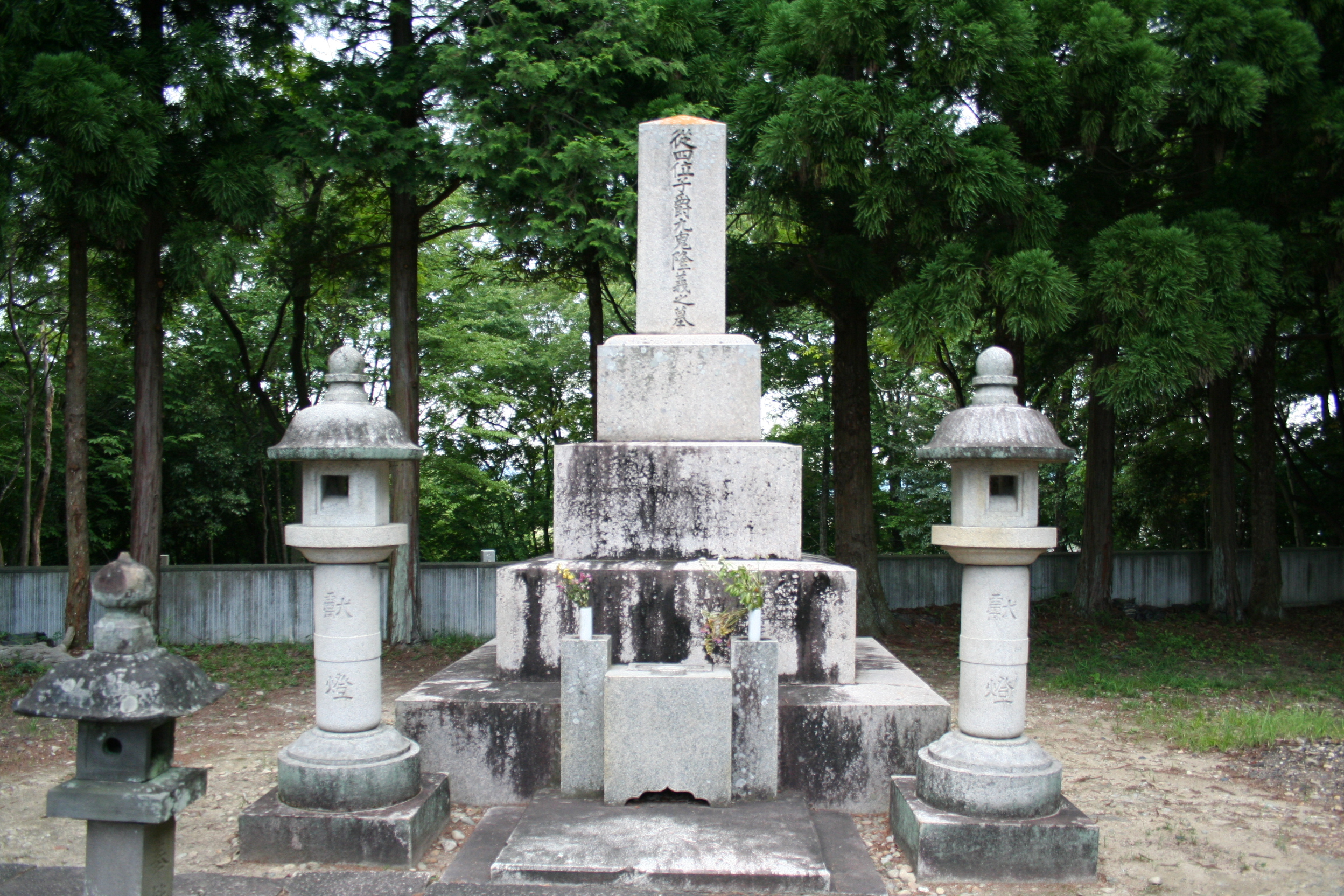
心月院にある九鬼隆義の墓。

## 親族
子は九鬼隆輝（長男）、九鬼隆徳（次男）、九鬼隆保（三男）、好子（松方幸次郎室）、憲子（寺島豐次郎室）、むめ子（上野精一室）。長男・次男はそれぞれマルー（摩爾）、アレー（亞禮）の洗礼名を持ち、駐米全権公使に就任した九鬼隆一（旧綾部藩士、三田藩出身）とともに1884年に渡米した。好子が嫁いだ松方幸次郎は、明治の元勲・松方正義の三男。